# Verdrahtungssystem
Dieser Artikel befindet sich derzeit in der Qualitätssicherung im WikiProjekt Elektrotechnik des Portal Elektrotechnik. Wenn du dich mit dem Thema auskennst, bist du herzlich eingeladen, dich an der Prüfung und möglichen Verbesserung des Artikels zu beteiligen. Der Meinungsaustausch dazu ist in der Diskussion (Artikel „Verdrahtungssystem“ eintragen) zu finden.

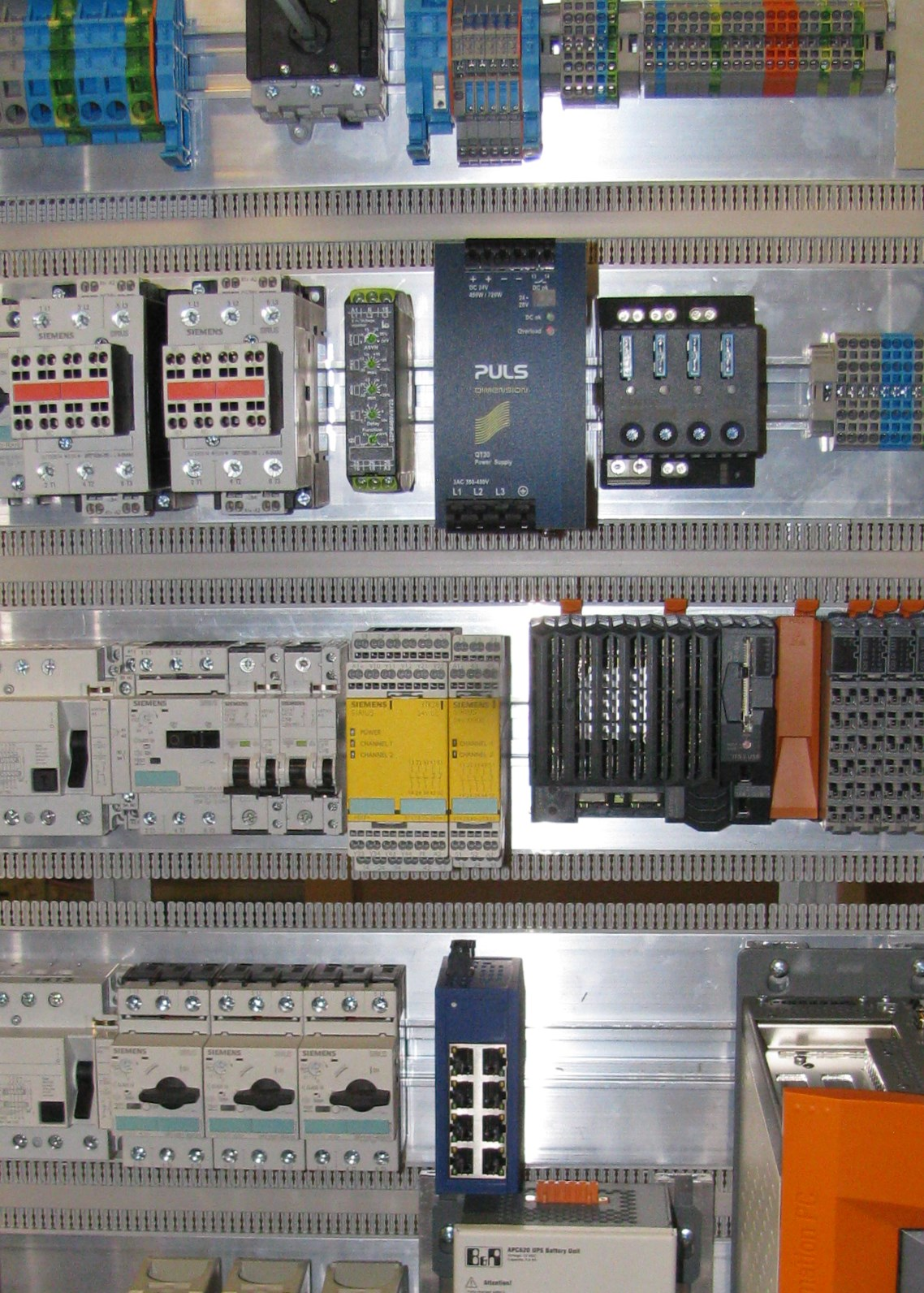
Bestücktes, noch nicht verdrahtetes System.

Ein Verdrahtungssystem ist in der Elektrotechnik eine Systematik, die einen geordneten Aufbau von Komponenten wie Schützen, Sicherungen, Relais, speicherprogrammierbare Steuerungen, Frequenzumrichter usw. und das zugehörige Verlegen von Drähten und elektrischen Leitungen darstellt. Im herkömmlichen Sinn ist das eine Montageplatte mit Kabelkanälen für die Leitungsführung und weiteren Hilfsmitteln, zum Beispiel Hutschienen als auch Aufbaumöglichkeiten für die Steuerungen.

## Zeitgemäße Auslegung einer Schaltschrankverdrahtung

### Verdrahtungssystem
Der Sprachgebrauch erlaubt keine eindeutige Erklärung oder Zuordnung des Begriffs „Verdrahtungssystem“. Einige Hersteller zu „Systemen“ die im Schaltschrankbau Verwendung finden, nutzen den Begriff an sich, ohne dabei die Komplexität genauer zu definieren.
Friedrich Lütze (1923–2014) kann als der Erfinder eines Verdrahtungssystems angesehen werden, siehe Patent „DE 2042942 B“ aus 1970 oder „DE 7610960 U1“ aus dem Jahr 1979.

### Begriffsbestimmung(en)
Bevor das Wort „Verdrahtungssystem“ näher erklärt wird, sollte der Begriff Verdrahtung präzisiert werden.

Unter „Verdrahtung“ versteht man alles, was innerhalb eines Schaltschranks, innerhalb eines Verteilerschrankes oder dergleichen für eine Steuerung oder Regelung, egal welcher Art, elektrischerseits benötigt wird. Dabei spielt die Größe des Schrankes keine Rolle. Wichtig ist in erster Linie, dass gemäß der Norm EN 60204 (alte VDE 0113) mehr als zwei Komponenten mit Drähten oder Leitungen verbunden werden.
Komponenten sind Schalter, Taster, Schütze, Relais, SPS, Frequenzumrichter, Klemmen usw., die für eine Steuerung oder Regelung benötigt werden. Im allereinfachsten Fall sind dies nur Klemmen zur Signalverteilung.
Die Leitungsführung und Leitungsauslegung definiert der Konstrukteur bzw. der Schaltanlagenbauer gemäß seinen vorgeschriebenen Normen.
Alle Fachbegriffe, wie sie in den Normen verwendet werden, zum Beispiel „zu öffnender Elektro-Installationskanal“ (EN 60204, Begriffe, 3.5) sind für die Bedeutung der Beschreibung zum Verdrahtungssystem nur ansatzweise relevant. Was nicht heißen soll, dass mit der Nutzung eines „Verdrahtungssystems“ Normen außer Kraft gesetzt werden bzw. werden können.
Verdrahtung beinhaltet auch alles, was mit dem mechanischen Aufbau der Komponenten und der notwendigen Verkabelung/Verdrahtung derselben zu tun hat. Ob die Verdrahtung mit Einzeladern oder Litzen, ob mit Kabeln oder Datenleitungen usw. erfolgt, obliegt dem Anwender und der Notwendigkeit seitens der Vorgaben der Komponentenlieferanten. Auch die Leitungsführung muss unter dem Gesichtspunkt mechanische Tätigkeit betrachtet werden, denn Leitungen bündeln, befestigen, mit dem richtigen Radius verlegen, sind nur bedingt elektrische Eigenschaften.
Die Verdrahtung in einem Schaltschrank hat sich in den letzten 40 Jahren als sehr praktikabel erwiesen und ist mehr oder weniger zum Standard geworden, weltweit zu beobachten.
Die Schaltanlagen im Bereich der Gebäudeautomation pflegen, teilweise aus der Historie heraus, eine einfachere Leitungsführung ohne Kabelkanal.
Anmerkung: Auch im Bereich der Gebäudeautomatisierung wird immer mehr auf intelligente Steuerungstechnik gesetzt, sodass auch hier der Bedarf an flexibleren Verdrahtungen steigt. Diverse Bauten, ausgerüstet mit Schaltschränken und einer aufwendigen Steuerungstechnik für Klima-Lüftungsanlagen, belegen dies (Flughäfen, Kaufhäuser usw.).
Die Verdrahtungssysteme der heute am Markt etablierten Anbieter sehen etwas anders aus: Die Kabelkanäle fallen weg, und der mechanische Aufbau für die Komponenten und die Leitungsführung erfolgt modular. Es erfüllt alle notwendigen Rahmenbedingungen seitens der Normen und alle Rahmenbedingungen seitens der Herstellervorgaben zum Aufbau deren Komponenten. Das Verdrahtungssystem dient dazu, die wesentlichen Arbeiten für und in einem Schaltschrank/Schaltkasten zu vereinfachen und vielleicht auch zu vereinheitlichen. Weitere gewichtigere Vorteile durch das Verdrahtungssystem kommen hinzu und werden noch näher erläutert, als da sind Gewinn von Fläche für die Komponenten, da die Leitungsführung überwiegend dahinter verläuft und ein besserer Temperaturhaushalt, da Wärmenester nahezu ausgeschlossen sind.
Das Verdrahtungssystem an sich sollte, muss aber nicht, zum Schaltschrankgehäuse neutral sein.

### Begriffe, Erläuterungen zum Verdrahtungssystem

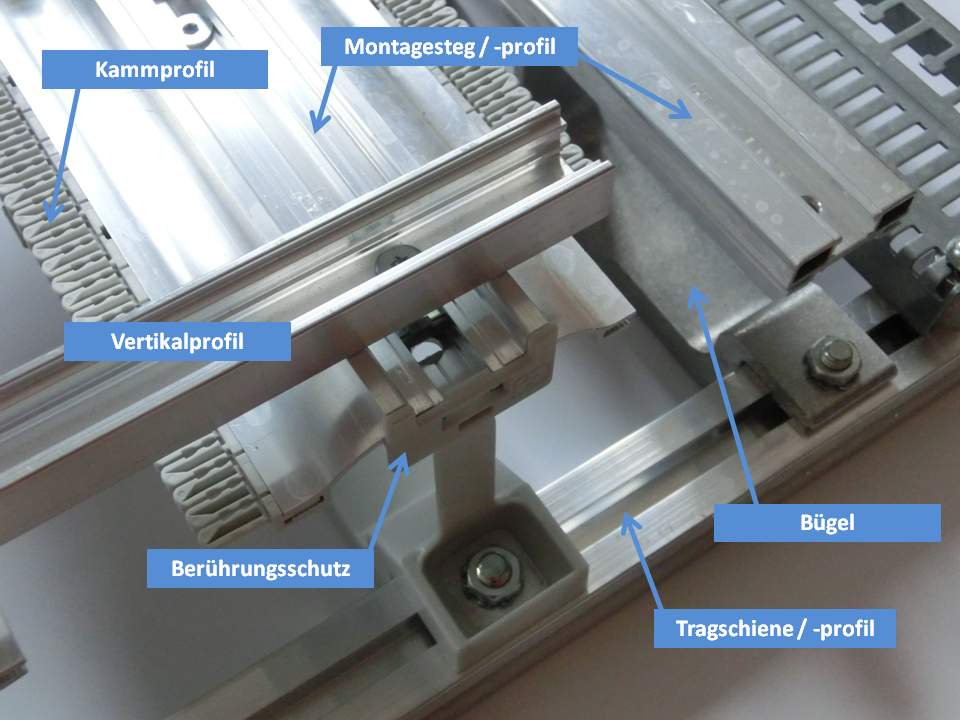
Komponenten eines Verdrahtungssystems

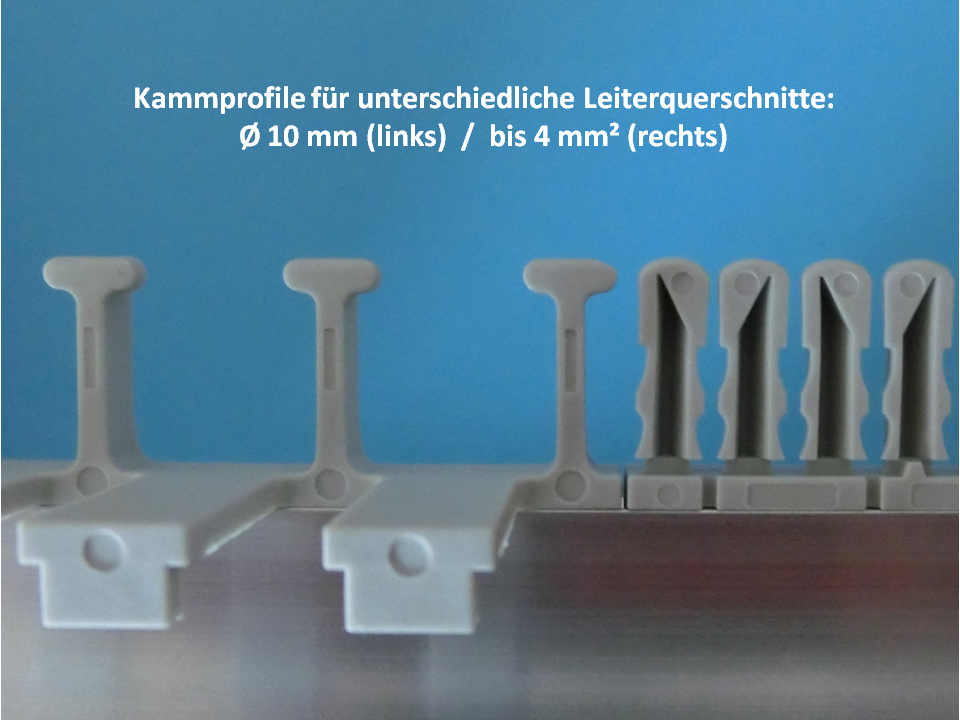
Kammprofile

#### Verdrahtungssystem/Verdrahtungsrahmen
Unter Verdrahtungssystem wird die Systematik zum Verdrahten mit einem Verdrahtungsrahmen verstanden. Es gibt hier terminologische Überschneidungen, die bis dato nirgends konkretisiert wurden. Der Verdrahtungsrahmen ist das eigentliche Produkt, mit dem gearbeitet wird.
Profile für den Aufbau eines Rahmens sind Einzelheiten zur mechanischen Aufnahme der Komponenten, zur Leitungsführung für die Verdrahtung und letztendlich zum Bau des Verdrahtungsrahmens. Bis dato sind diese Profile überwiegend aus Aluminium. Dieser Werkstoff beinhaltet zwei wichtige Eigenschaften: guter Leitwert und leicht als Stranggussprofil herstell- und modifizierbar.
Anmerkung: Es gab seitens des Hauses Siemens mal Ausführungen aus Blech und die Fa. Klöckner-Möller, heute EATON, hatte ein System aus Kunststoffprofilen.

#### Kammprofile
Die Kammprofile dienen zur Fixierung der Einzeladern und Leitungen im Bereich der Komponentenanschlüsse. Je nach Hersteller gibt es die Kammprofile in verschiedenen Längen und für unterschiedliche Leiterquerschnitte.
Das Kammprofil soll(te) so gestaltet sein, dass zum einen unterschiedliche Leiterquerschnitte sicher gehalten werden, aber zum anderen die notwendige „Klemmung“ zwischen den Kammzähnen nicht zur Beschädigung der Leitungsisolation führt.
Einziger bekannter Nachteil der Kammprofile: Bei dickeren Leitungen (>10 mm²) treten Biegekräfte auf, die von den bekannten, verwendeten Kunststoffen nicht ohne Zusatzhilfen abgefangen werden können.

#### Stege / Montage- oder Horizontalprofile
Mittels der Horizontalprofile erfolgt der Aufbau der Komponenten. Die Horizontalprofile sind entsprechend der zu verbauenden Komponenten entweder mit integrierter Hutschiene (Hutschienenform nach DIN 60715; TH35-7,5 und TH35-15) oder mit glatter Oberfläche für den freien Aufbau ausgeführt. Diese beiden Oberflächen entsprechen den Standardanwendungen beim Bau mit einer Montagetafel.

#### Vertikalprofile
Mittels der Vertikalprofile werden die Horizontalprofile zu einem stabilen Aufbaurahmen, passend zum jeweiligen Gehäuse, zu einer Einheit verbunden.

#### Bügel
Die Bügel dienen der Abstandsgewinnung für die rückwärtige Leitungsführung. Darüber hinaus bilden die Bügel links und rechts in der Senkrechten den rückwärtigen Kabelkanal. Als Standard haben sich bis dato die Maße 50, 80 und 120 mm für die Bügelhöhe ergeben. Selbstverständlich sind auch andere Maße - sowohl mit Bügeln als auch Abstandhaltern - umsetzbar.

## Elementarer Unterschied zwischen Montagetafel und Verdrahtungssystem
Beim Aufbau auf einer Montagetafel erfolgt alles in einer Ebene. Bei der Verwendung eines Verdrahtungssystems kann in mindestens zwei Ebenen geplant und verdrahtet werden. Die Leitungsführung in einem Verdrahtungssystems erfolgt überwiegend hinter den Komponenten.
Alle Komponenten, einschließlich Kabelkanäle und Hutschienen werden nach freier Wahl und Vorgaben der Komponentenhersteller, auf die Platte aufgebracht. Dann erfolgen der Aufbau und die Verdrahtung.
Die Profile zum Aufbau der Komponenten werden anhand der Größe der Komponenten ausgewählt. Die Reihenfolge wird definiert und in Anlehnung an das zu erwartende Leitungsvolumen wird der Abstand der Montagestege zu den Tragschienen festgelegt. Mit vorhandenem Verdrahtungssystem/Verdrahtungsrahmen in der E-Werkstatt erfolgt der Aufbau und die Verdrahtung.

### Arbeitsschritte zum Schaltschrank
Egal welche Maschine oder Anlage zu betreiben ist, der Schaltschrank wird in der Regel bezüglich der Komponenten und Funktionalitäten in der Elektrokonstruktion definiert und im Schaltschrankbau hergestellt. Die gängige Praxis war/ist, das der Maschinenbauer, Anlagenplaner sich auf die Bestimmung der notwendigen Funktionen und der dafür notwendigen Komponenten beschränkt und der Rest im Schaltschrankbau erledigt wird. Im Klartext: Der Schaltschrank wird um die „Notwendigkeit“ herum geplant und gebaut; in Bezug zur benötigten Ressource „Platz“ nicht unbedingt zeitgemäß.
Zu über 95 % erfolgt heute der Schaltschrankaufbau mittels Montagtafel. Auf diese werden dann Hutschienen und Kabelkanäle (siehe oben: zu öffnender Installationskanal) aufgebracht, damit der Aufbau und die Verdrahtung durchführbar sind. Andere Hilfsmittel für den Aufbau ergänzen das Ganze. Der Gesamtaufbau richtet sich nach den unterschiedlichsten Gesichtspunkten, die nicht näher erläutert werden sollen.  Nach dem „mechanischen“ Aufbau erfolgt die Verdrahtung, die Verkabelung gem. Stromlaufplan, bzw. der erforderlichen Vorgaben seitens der Komponentenhersteller.

#### Gesichtspunkte Komponenten
Im Gegensatz zur Verwendung einer Montagetafel, müssen bei der Nutzung eines Verdrahtungssystems die Aufbauart und die Abmessungen der Komponenten in den Vordergrund gerückt werden. Anhand der aufzubauenden Komponenten werden die passenden Profile, passend in Breite und Aufbauart, ausgesucht und dann zu einem Verdrahtungsrahmen zusammengebaut (Letzteres erfolgt in der Regel durch den Lieferanten). Grundaufbau eines Verdrahtungsrahmens: je ein Vertikalprofil (Länge entsprechend der Schrankhöhe) rechts und links; auf diese Vertikalprofile werden dann die Bügel (theoretisch die vertikalen rückwärtigen Kabelkanäle) geschraubt. Auf je ein Bügelpaar werden dann die Horizontalprofile geschraubt.
Für den Basisaufbau stehen Profile mit integrierter Hutschiene und mit glatter Oberfläche zur Verfügung (siehe weiter oben Profile). Unterschiedliche Stegbreiten in Anlehnung an die unterschiedliche Baumaße der Komponenten ermöglichen die optimale Flächenausnutzung für die Komponenten.

#### Gesichtspunkte Verdrahtung
Die Verdrahtung an einem Verdrahtungsrahmen/mit einem Verdrahtungssystem erfolgt analog einer Verdrahtung mit Kabelkanälen: waagerecht und senkrecht, in nahezu rechtem Winkel, und ganz wichtig: Von Vorne (durch die Spalte zwischen den Horizontalprofilen und einem ausreichenden Abstand an den Seiten, kann jede Leitung problemlos nach „hinten“ verlagert werden). Die sichere Leitungsführung erfolgt im Bereich der Komponenten über Kammprofile, in die die Einzeladern/Leitungen eingerastet werden. Für die senkrechte Leitungsführung sorgen die rückwärtigen Bügel hinter den Horizontalprofilen.

### Vorteile eines modularen Verdrahtungssystems

#### Platzgewinn
Wenn die Aufbaureihen optimiert an die Komponenten ausgerichtet werden können, wenn Kabelkanäle mit ihrem Platzbedarf nahezu entfallen und wenn dann noch der Abstand zwischen den Komponenten oder den Aufbaureihen verringert werden kann, ergibt sich, bezogen auf Breite und Höhe des Schaltschrankgehäuses, bezogen auf die gleichwertige Montagetafel, mehr Aufbaufläche für Komponenten.

#### Temperaturhaushalt
Durch den Wegfall von Kabelkanälen zwischen den Steuerungskomponenten kann die „Umluft“ im ersten Ansatz leichter um die einzelnen Komponenten strömen und somit die Verlustwärme einfacher abtransportieren; die Bildung von Wärmenestern wird verringert.
Das Thema Temperatur an Komponenten ist insoweit wichtig, als dass eine zu hohe Temperatur aufgrund der Verlustwärme (>42 °C) weitestgehend zu vermeiden ist. Durch das bessere Strömungsverhalten um die Komponenten kann nachweislich die Lebensdauer der Komponenten verlängert und weniger Zusatzenergie für die mögliche Kühlung eingesetzt werden.